# 御所浦町

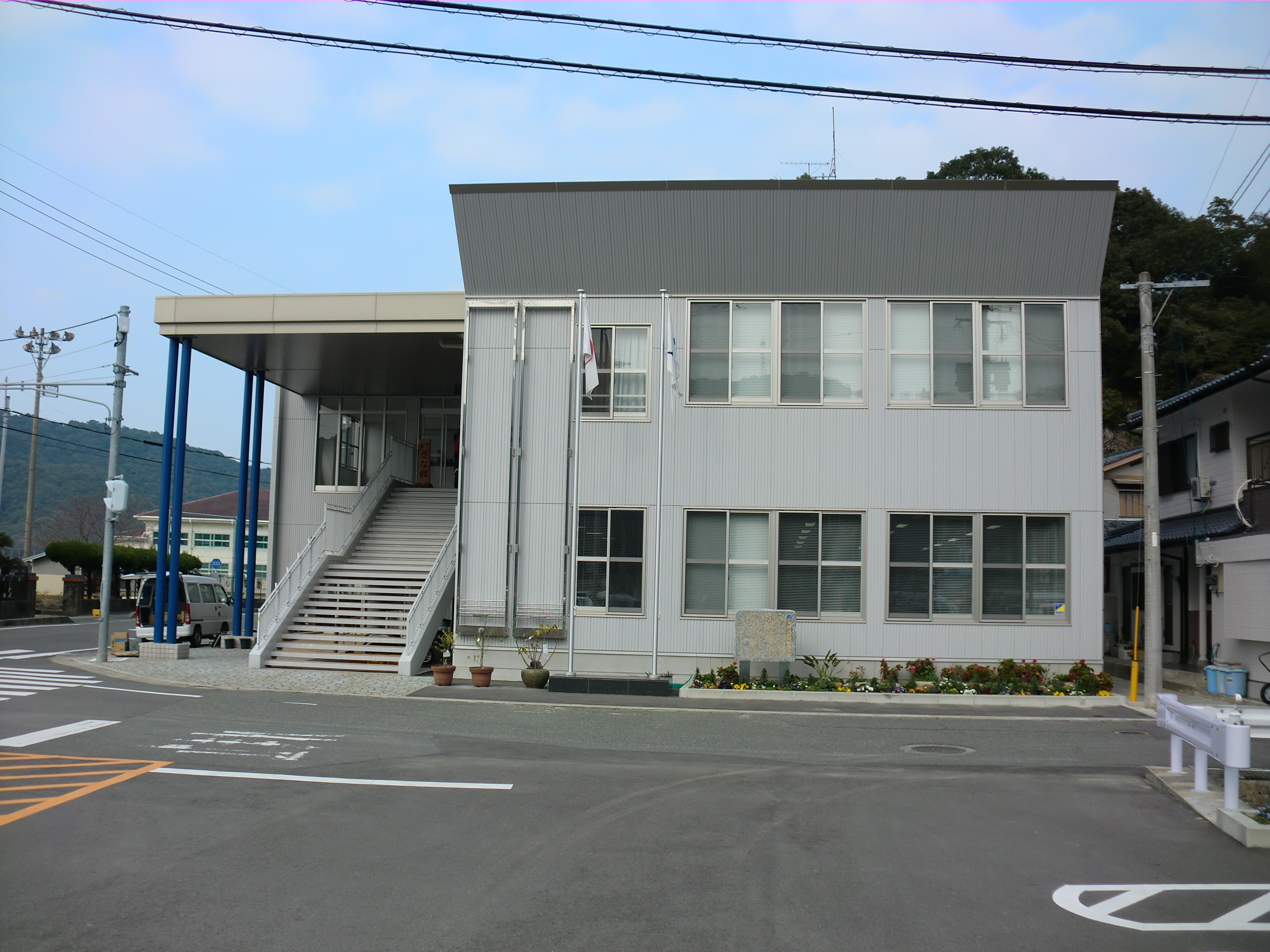
御所浦町役場

御所浦町（ごしょうらまち）は、かつて熊本県の天草諸島、御所浦島にあった町である。天草郡に属した。全町が離島の町で、御所浦島、横浦島、牧島の有人島を含む大小18の島から構成されていた。
2006年（平成18年）3月27日、本渡市・牛深市・天草郡有明町・倉岳町・栖本町・新和町・五和町・天草町・河浦町と合併し天草市となった。合併後の町名は天草市御所浦町。
平成9年には恐竜の化石が発見されたことを契機に全島博物館構想を策定して以来、「太古のロマンが蘇る恐竜の島 御所浦」を町の標語に掲げ、「恐竜の島」としてアピールするため御所浦白亜紀資料館を設置し、恐竜をはじめとする多様な化石を展示するほかさまざまなイベントや体験プログラムを行っている。アンモナイトが展示されているアンモナイト館が存在する。

## 地理
八代市の西方、天草上島の南方の不知火海の沖合に位置する。
- 島：御所浦島、横浦島、牧島
- 山：烏峠
- 海：不知火海

## 歴史
- 1889年（明治22年）4月1日 - 町村制施行に伴い、天草郡御所浦村が発足。
- 1963年（昭和38年）11月1日 - 御所浦村が町制施行し、御所浦町となる。
- 2006年（平成18年）3月27日 - 本渡市・牛深市・天草郡有明町・倉岳町・栖本町・新和町・五和町・天草町・河浦町と合併し天草市となって消滅。

## 行政
- 町長：岡部鷹司（おかべたかし）（1979年4月 - 2006年3月）7期

## 経済

### 産業
町の特産品はトラフグ、鯛、甘夏ミカン、デコポン、太刀魚みりん干し。

## 姉妹都市・提携都市
- 阿蘇郡産山村（熊本県） - 友好姉妹村

## 教育
教育面に力を入れており、第6回構造改革特別区域で「教育特区」として認定され、株式会社青山英語学院を設立母体とする広域通信制高校の勇志国際高等学校が2005年4月に開校した。学校法人青叡舎学院（旧・株式会社清風学園）が運営する。

### 小学校
- 御所浦町立御所浦小学校
- 御所浦町立御所浦北小学校（廃校）

### 中学校
- 御所浦町立御所浦中学校
- 御所浦町立御所浦北中学校（廃校）

### 高等学校
- 勇志国際高等学校（広域制通信制高校）

## 交通
御所浦町は全町離島であるので、アクセスは航路を利用する。

### 航路
各港から定期船が就航している。“定期船の詳細”. 2021年1月10日閲覧。
- 三角港（宇城市三角町） - 嵐口港 - 御所浦港 - 横浦港 - 与一ヶ浦港 -棚底港（倉岳町）
- 棚底港 - 与一ヶ浦港 - 横浦港 - 嵐口港 - 御所浦港 - 本渡港（本渡市）
- 本渡港 - 御所浦港 - 水俣港（水俣市）
- 棚底港 - 御所浦港 - 嵐口港 - 与一ヶ浦港 - 横浦港 - 八代港（八代市）
- 御所浦港 - 与一ヶ浦港 - 大道港（上天草市龍ヶ岳町）

そのほか海上タクシーが利用できる。

### 道路
県道
- 熊本県道333号龍ヶ岳御所浦線

### 乗合バス
町内の移動に御所浦タクシーが運行する乗合バスが利用できる。
- 大浦線
- 江ノ口線
- 田ノ頭線
- 嵐口線

## 名所・旧跡・観光スポット・祭事・催事

### 観光スポット
- 烏峠展望所
- 御所浦白亜紀資料館
- 黒島キャンプ場

### 祭事
- しおさいマラソン大会（2月11日）
- 御所浦よかとこ祭（4月第1土日）
- 納涼花火大会（8月15日）
- 菅原神社秋の大祭（旧暦9月25日）